# Федерация бокса Франции
Федерация бокса Франции (ФФБ) является органом управления боксом во Франции. Её штаб-квартира находится в городе Пантин в Сен-Сен-Дени.
Была создана 15 февраля 1903, в 2013 году насчитывала 45000 человек.

## История
Бокс во Франции появился в 1890 году, когда Луис Лерда провел первое соревнование в Париже. 15 февраля 1903 года была создана Французская Федерация боксерских обществ. Поль Руссо был избран первым президентом.

## Президенты
Долгое время президентом ФФБ был Эмиль Гремо, который одновременно являлся президентом АИБА.
С 2013 года президентом является Андре Мартен.